# Fight Like a Brave
"Fight Like a Brave" é uma canção da banda norte-americana Red Hot Chili Peppers, do álbum The Uplift Mofo Party Plan, lançado em 1987. É a primeira faixa do álbum e foi lançada como single.

## Composição
A maioria da letra da canção giram em torno do vício em heroína do Anthony Kiedis. No ponto mais baixo na dependência de Kiedis, Flea tinha chutado para fora do Red Hot Chili Peppers, com nenhuma intenção de deixá-lo de volta a menos que fosse comprovada sóbrio. Depois de ficar limpo por meio de programas de vários de reabilitação, chamou Flea para dizer-lhe do seu sucesso, e foi aceito de volta na banda. Na volta de avião para casa, Kiedis escreveu essa música sobre as suas lutas com as drogas e sua superação.
A música é basicamente uma tentativa de inspirar outras pessoas, como as sessões de reabilitação foram motivadores para Kiedis a abandonar as drogas. Kiedis descreveu "Fight Like a Brave" como "uma metáfora para tentar encorajar alguém que se sente como se eles não têm a chance [como se] estão rastejando na sarjeta da vida." Ele também disse que a música expressa o descontentamento da banda com a EMI, sua gravadora na época.
"Fight Like a Brave" é destaque no de vídeo game Tony Hawk's Pro Skater 3.
"Fight Like a Brave" é destaque no filme de 1986 Tough Guys.
Uma parte da letra da canção, "No one can tell you you've got to be afraid" ("Ninguém pode dizer que você tem que ter medo") foi também utilizada por Bradley Nowell na canção "All You Need" do Sublime.

## Faixas
Single 7" (1987)
1. "Fight Like a Brave" (álbum)
2. "Fire"

Single 12" (1987)
1. "Fight Like a Brave" (Not Our Mix)
2. "Fight Like a Brave" (Boner Beats Mix)
3. "Fight Like a Brave" (Mofo Mix)
4. "Fire"

12" versão 2 (1987)
1. "Fight Like a Brave" (Mofo Mix)
2. "Fight Like a Brave" (Knucklehead Mix)
3. "Fire"